# Donna de Varona
Donna Elizabeth de Varona (San Diego, 26 aprile 1947) è un'ex nuotatrice statunitense.

## Carriera
Specializzata nello stile libero e nei misti, ha vinto la medaglia d'oro nei 400 m misti e nella staffetta 4x100 m sl ai Giochi olimpici di Tokyo 1964, a soli 17 anni.
Ha stabilito moltissimi record mondiali (14 individuali e 3 nelle staffette) sulle distanze dei 200 m e 400 m misti, 100 m dorso e delle staffette 4x100 m sl e 4x100 m misti.
È sorella maggiore dell'attrice Joanna Kerns, attrice ed interprete tra l'altro della sitcom "Genitori in blue jeans".

## Palmarès
- Olimpiadi

Tokyo 1964: oro nei 400 m misti e nella staffetta 4x100 m sl.